# USA-202

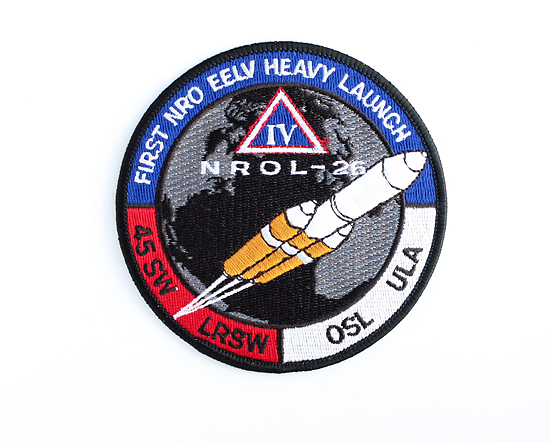
Badge de reconnaissance du USA-202.

USA-202 est un satellite américain en orbite géosynchrone de classe Mentor ou Intruder  lancé le 18 janvier 2009 dont l'opérateur et le commanditaire est la NRO (National Reconnaissance Office), l'agence des États-Unis chargée du renseignement spatial. Il s'agit d'un satellite d'écoute électronique. La classe Intruder doit à terme remplacer les classes Mentor et Mercury. USA-202 est réputé être le plus gros, le plus cher et le plus secret, des satellites américains jamais mis en orbite. L'antenne, après déploiement, atteindrait 105 mètres d'envergure. USA-202 est stationné sur la longitude 44°E, où il remplace USA-139. Il assure la couverture de l'Afrique de l'est, du Moyen-Orient, et de l'ouest de la Russie